# Rabbi (település)
Rabbi, régi német nevén Rabben, helyi dialektusban Rabj, település Olaszországban, Trento megyében. Lakosainak száma 1350 fő (2023. január 1.). Rabbi Bresimo, Commezzadura, Martello, Mezzana, Peio, Pellizzano, Ultimo és Malè községekkel határos.

## Népesség
A település népességének változása:
| Lakosok száma | 1372 | 1363 | 1350 |
|               | 2017 | 2018 | 2023 |